# Gekko hokouensis
Espèce
Synonymes
- Gekko japonicus hokouensis Pope, 1928
- Hemidactylus marmoratus Hallowell, 1861
- Gehyra intermedia Brown, 1902
- Luperosaurus amissus Taylor, 1962

Statut de conservation UICN

 LC  : Préoccupation mineure
Gekko hokouensis est une espèce de geckos de la famille des Gekkonidae.

## Répartition
Cette espèce se rencontre dans l'est de la Chine, à Taïwan et dans l'archipel Nansei au Japon,.

## Description
Des cas d'hybridations avec Gekko yakuensis ont été observés.

## Étymologie
Son nom d'espèce, composé de hokou et du suffixe latin -ensis, « qui vit dans, qui habite », lui a été donné en référence au milieu de sa découverte, la ville de Hok'ou.

## Publication originale
- Pope, 1928 : Four new snakes and a new lizard from South China. American Museum Novitates, no 325, p. 1-4 (texte intégral).